# پارک گورکی (فیلم)
پارک گورکی (انگلیسی: Gorky Park) یک فیلم به کارگردانی مایکل اپتد است که در سال ۱۹۸۳ منتشر شد.

## بازیگران
- ویلیام هرت
- لی ماروین
- برایان دنهی
- یوآنا پاتسوا
- ایان بانن
- ایان مک‌دیارمید
- ریچارد گریفیتس
- مایکل الفیک
- الکساندر ناکس